# San Mateo, Novi Meksiko
San Mateo (navajo: Haltso) je popisom određeno mjesto u okrugu Ciboli u američkoj saveznoj državi Novom Meksiku. Prema popisu stanovništva SAD 2010. ovdje je živio 161 stanovnik. 

## Zemljopis
Nalazi se na 35°19′53″N 107°38′35″W / 35.33139°N 107.64306°W, Nalazi se 40 km od okružnog sjedišta Grantsa, najvećeg naselja u okrugu Ciboli. Iz San Matea vidi se Mount Taylor.

## Povijest
Osnovan je kad su konkvistadori došli u Novi Meksiko 1540-ih. U San Mateu je katolička crkva, baptistička crkva, Morada, groblje i stara napuštena osnovna škola. San Mateo je nosio naslov "svjetski glavni grad uranija".

## Stanovništvo
Prema podatcima popisa 2010. ovdje je bio 161 stanovnik, 62 kućanstva od čega 48 obiteljskih, a stanovništvo po rasi bili su 57,1% bijelci, 2,5% "crnci ili afroamerikanci", 4,3% "američki Indijanci i aljaskanski domorodci", 0,0% Azijci, 0,0% "domorodački Havajci i ostali tihooceanski otočani", 32,3% ostalih rasa, 3,7% dviju ili više rasa. Hispanoamerikanaca i Latinoamerikanaca svih rasa bilo je 85,7%.